# Есгеноопетітдж 14
Есгеноопетітдж 14 (англ. Esgenoôpetitj 14) — індіанська резервація в Канаді, у провінції Нью-Брансвік, у межах графства Нортамберленд.

## Населення
За даними перепису 2016 року, індіанська резервація нараховувала 1179 осіб, показавши зростання на 12,7%, порівняно з 2011-м роком. Середня густина населення становила 122,9 осіб/км².
З офіційних мов обидвома одночасно володіли 115 жителів, тільки англійською — 1 065. Усього 385 осіб вважали рідною мовою не одну з офіційних, з них 375 — одну з корінних мов.
Працездатне населення становило 51,7% усього населення, рівень безробіття — 36,3%.
Середній дохід на особу становив $24 392 (медіана $20 181), при цьому для чоловіків — $25 932, а для жінок $22 828 (медіани — $21 312 та $18 624 відповідно).
24,4% мешканців мали закінчену шкільну освіту, не мали закінченої шкільної освіти — 47,7%, 28,4% мали післяшкільну освіту, з яких 14% мали диплом бакалавра, або вищий.
| Статево-вікова структура населення | Статево-вікова структура населення | Статево-вікова структура населення | Статево-вікова структура населення | Статево-вікова структура населення |
| ---------------------------------- | ---------------------------------- | ---------------------------------- | ---------------------------------- | ---------------------------------- |
|                                    |                                    |                                    |                                    |                                    |
| Всього                             | Всього                             | 50,4%49,6%                         |                                    |                                    |
| 0 — 14 років                       | 0 — 14 років                       |                                    | 25,4%                              | 25,4%                              |
| 15 — 64 років                      | 15 — 64 років                      |                                    | 69,9%                              | 69,9%                              |
| 65 і більше                        | 65 і більше                        |                                    | 4,7%                               | 4,7%                               |
| 85 і більше                        | 85 і більше                        |                                    | 0,4%                               | 0,4%                               |
| Середній вік (років)               | Середній вік (років)               | 31,331,6                           | 31,5                               | 31,5                               |
| Медіана (років)                    | Медіана (років)                    | 30,830,4                           | 30,6                               | 30,6                               |
| — чоловіки — жінки                 |                                    |                                    |                                    |                                    |

| Походження мешканців:     | Походження мешканців:     | Походження мешканців: | Походження мешканців: | Походження мешканців: |
| ------------------------- | ------------------------- | --------------------- | --------------------- | --------------------- |
| Походження                |                           |                       | осіб                  | %                     |
| Корінні американці        | Корінні американці        |                       | 1 115                 | 94.49%                |
| Інше північноамериканське | Інше північноамериканське |                       | 85                    | 7.2%                  |
| Європейське               | Європейське               |                       | 155                   | 13.14%                |
| британське                | британське                |                       | 65                    | 5.51%                 |
| французьке                | французьке                |                       | 85                    | 7.2%                  |

## Клімат
Середня річна температура становить 4,4°C, середня максимальна – 22,5°C, а середня мінімальна – -16,2°C. Середня річна кількість опадів – 1 121 мм.
| Клімат поселення                              | Клімат поселення | Клімат поселення | Клімат поселення | Клімат поселення | Клімат поселення | Клімат поселення | Клімат поселення | Клімат поселення | Клімат поселення | Клімат поселення | Клімат поселення | Клімат поселення | Клімат поселення |
| Показник                                      | Січ.             | Лют.             | Бер.             | Квіт.            | Трав.            | Черв.            | Лип.             | Серп.            | Вер.             | Жовт.            | Лист.            | Груд.            |                  |
| Середній максимум, °C                         | −3,94            | −2,73            | 2,25             | 8,20             | 14,97            | 20,66            | 22,48            | 21,94            | 16,92            | 11,00            | 5,06             | −2,48            |                  |
| Середня температура, °C                       | −10,08           | −8,89            | −3,88            | 2,06             | 8,82             | 14,51            | 18,44            | 17,90            | 12,88            | 6,96             | 1,02             | −6,51            |                  |
| Середній мінімум, °C                          | −16,21           | −15,02           | −10,02           | −4,07            | 2,70             | 8,40             | 14,40            | 13,85            | 8,84             | 2,93             | −3,03            | −10,57           |                  |
| Норма опадів, мм                              | 104              | 76               | 95               | 87               | 93               | 83               | 99               | 91               | 78               | 98               | 103              | 114              |                  |
| Середньомісячна швидкість вітру, м/с          | 4.81             | 4.65             | 4.70             | 4.49             | 4.18             | 3.77             | 3.44             | 3.45             | 3.79             | 4.28             | 4.53             | 4.81             |                  |
| Середньомісячна сонячна радіація, кДж/м²·день | 5129             | 8627             | 12375            | 15433            | 18242            | 20276            | 19827            | 17324            | 12868            | 7987             | 4742             | 3855             |                  |
| --------------------------------------------- | ---------------- | ---------------- | ---------------- | ---------------- | ---------------- | ---------------- | ---------------- | ---------------- | ---------------- | ---------------- | ---------------- | ---------------- | ---------------- |
| Джерело:                                      |                  |                  |                  |                  |                  |                  |                  |                  |                  |                  |                  |                  |                  |